# یوشیکازو سوزوکی
یوشیکازو سوزوکی (انگلیسی: Yoshikazu Suzuki؛ زادهٔ ۱ ژوئن ۱۹۸۲) بازیکن فوتبال اهل ژاپن است.